# シンガポールの夜は更けて
『シンガポールの夜は更けて』は、1966年12月10日にビクターより発売された橋幸夫の85枚目のシングル (SV-496)。橋が主演する同名の映画の主題歌となっている（後述）。

## 概要
- 作詞は佐伯孝夫、作・編曲は吉田正で、橋の両恩師による楽曲である。12月5日に「霧氷」で2度目のレコード大賞を受賞した橋が、受賞直後にリリースした楽曲となる。当時はレコード大賞の発表は12月の上旬が通例であった。
- 海外を対象とした橋の楽曲は、「恋のメキシカン・ロック」「夢見るジェーン」「東京-パリ」などいくつかあるが、本楽曲が海外をテーマとした最初の楽曲となる。
- 佐伯の歌詞は「シンガポール」を6回使用し、その他に「ナイトクラブ」「シーサイド」「エトランセ」などカタカナを使用して「ロマンチックな旅情」[2]を演出している。また楽曲制作と並行して、同名での映画作成も制作された。
- 海外（シンガポール）を対象にしたため、曲づくりのため、橋と吉田は10月初旬、現地を旅行し、吉田はそこで楽曲を練った[2]。印象的なイントロはこの時生まれた。また楽曲制作と並行して、同名での映画作成も制作された。
- ジャケットは二つ折りで、見開き頁に歌詞が掲載されているが、「シンガポールの夜は更けて」については楽譜も記載されている。4頁（裏面）には、橋が吉田とシンガポールを旅行した際のスナップ写真が3枚掲載されている。
- ランキングは『明星』第42回で「霧氷」を押さえて月間1位（「霧氷」は9位）、同月の『平凡』では「霧氷」が1位で、本楽曲はまだベスト10に顔を出していない。
- c/wは「南十字に涙して」。この曲も同じく佐伯孝夫作詞、吉田正作曲で、映画『シンガポールの夜は更けて』の主題歌となっている。

## 収録曲
1. シンガポールの夜は更けて
作詞：佐伯孝夫、作・編曲：吉田正
2. 南十字に涙して
作詞：佐伯孝夫、作・編曲：吉田正

## 収録アルバム
この曲は、初期のLP盤アルバムには収録されているが、CDでリリースされたベストアルバムへの収録はない。記念アルバムやCD-BOXには収録されている。
- 記念アルバムでの収録は以下のとおり
芸能生活45周年記念盤『歌の架け橋』2005/12（VICL-61843〜5）DISC-2
芸能生活50周年記念盤『道程（みちのり）』2010/6（VIZL-584）DISC-1（ニューボーカル）
- CD-BOXでの収録は以下のとおり
『橋幸夫大全集』（CD-BOX 6枚組） [1993年9月20日発売] DISC-5
『橋幸夫のすべて』（CD-BOX 5枚組） [2011年2月8日発売] DISC-4
『橋幸夫ベスト100+カラオケ15』（CD-BOX 5+1枚組） [2015年10月28日発売] DISC-5

## 映画
1967年1月2日に松竹系で公開された。1時間33分。カラー。
橋と由美かおるの初共演作であり、彼らはこの後も『バラ色の二人』（1967年4月15日公開）、『恋のメキシカンロック 恋と夢と冒険』（1967年8月19日公開）と、同じ年に公開された松竹映画で連続共演している。監督は、橋の主演映画を何作も担当してきた市村泰一。
橋は百発百中の腕を持つというクレー射撃場の指導員・三崎敦役で、由美はマレー踊りの臨時教師としてシンガポールから来日した東華飯店の娘・王明芳役で出演。敦は明芳から自分の異母妹・白蘭がシンガポールの彼女の店で踊り子をやっていたことを聞いて驚き、現地に向かう。しかし妹は非業の死を遂げており、ここから彼女の死の真相に迫っていくストーリー。

### スタッフ
- 製作：沢村国男
- 原作：成澤昌茂
- 脚本：成澤昌茂、桜井義久
- 監督：市村泰一
- 撮影：小杉正雄
- 美術：芳野尹孝
- 音楽：小川寛興
- 録音：鈴木正男
- 照明：佐久間丈彦
- 編集：杉原よ志
- スチール：梶本一三

### 出演者
- 三崎敦：橋幸夫
- 石橋幹夫：菅原謙二
- 石橋美恵子：園江梨子
- 石橋洋子：有川由紀
- 浅井ヨシオ：市川好郎
- 王明芳：由美かおる
- 王定慶：北村英三
- 王雲麗：露原千草
- 丸尾：金子信雄
- 大沼：諸角啓二郎
- 村山研次：待田京介
- サブ：小田草之助
- まゆみ：ロミ・山田
- 本間：園井啓介
- 陳：藤岡弘
- 山田節子：宗方奈美
- バーテン丁：菅原文太
- さゆり：荒井千津子
- 金文秀：藤村有弘

### 同時上映
- 九ちゃんのでっかい夢

### 映像ソフト
1997年9月20日に一度本作を収録したVHSビデオソフトが松竹ホームビデオから発売されたが、その後はビデオソフト化されていない。